# Marthe Solange Brou
Marthe Solange Achy Brou (nascida em Biley em 1949, falecida a 10 de novembro de 2011) é uma política marfinense do Partido Democrático da Costa do Marfim que foi Vice-presidente da Assembleia Nacional e Ministra da Solidariedade e Assuntos Sociais no governo de Diarra em 2000. Ela foi membro da Assembleia Nacional da Costa do Marfim, primeiro de 1976 a 1980 e mais tarde de 1986 a 1990. Ela foi membro do Conselho Económico e Social e da Associação Internacional de Prefeitos Francófonos. Ela também foi prefeita de Grand-Bassam de 1985 a 1990.